# Ос, Питер Фредерик ван
Питер Фредерик ван Ос (нидерл. Pieter Frederik van Os; 8 октября 1808, Амстердам — 31 марта 1892, Хаарлем) — нидерландский художник. Представитель художественной династии ван Осов, сын Питера Герардуса ван Оса.
Учился у своего отца. С 1839 г. жил и работал в Хаарлеме.
Известен преимущественно как анималист.
Среди учеников ван Оса был, в частности, Антон Мауве.

## Галерея

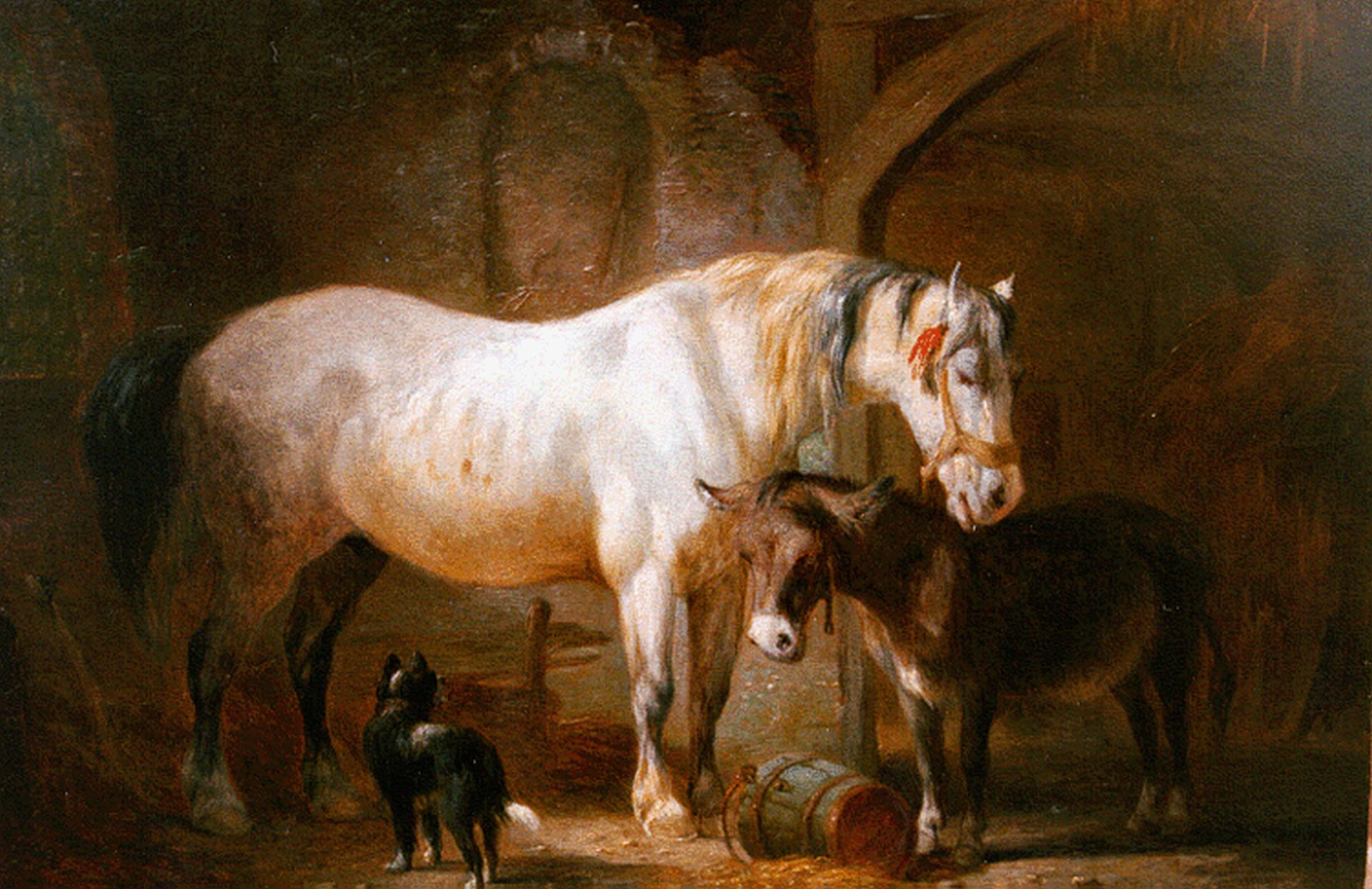
«Хлев с лошадью и ослом»
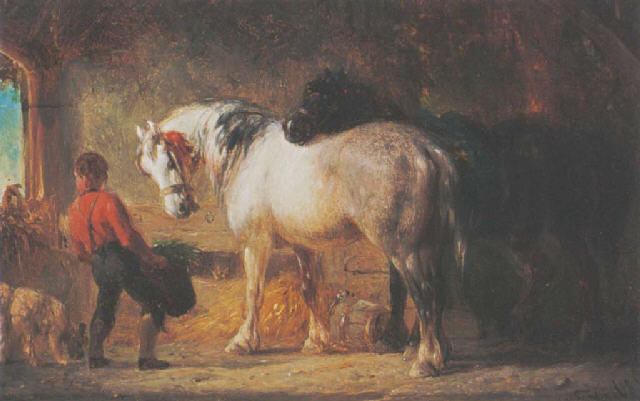
«Конюх подходит к лошадям»
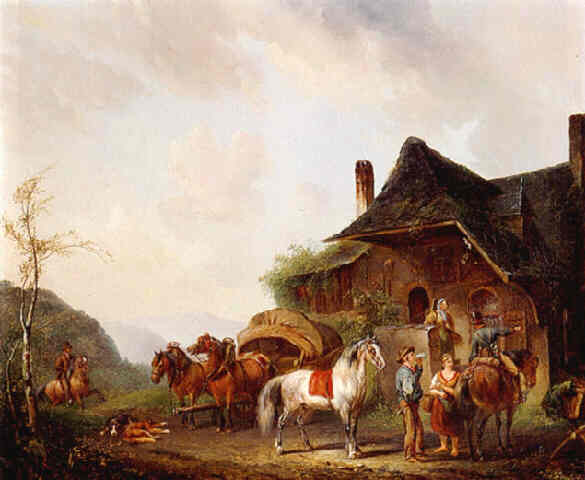
«Всадник и путники перед постоялым двором»
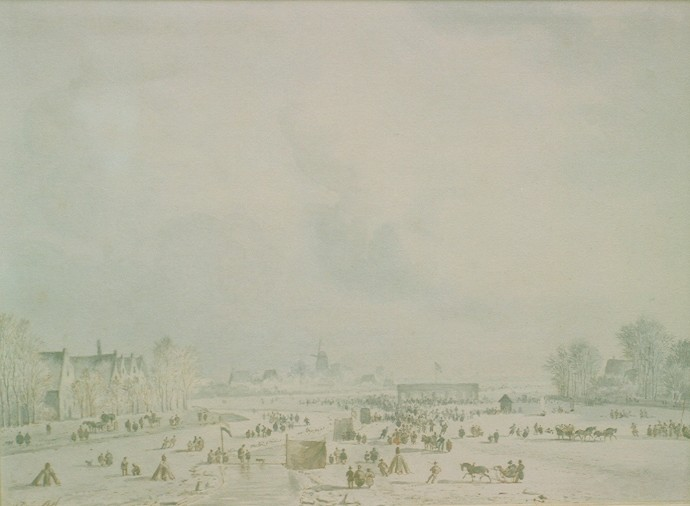
«Зимние забавы» (акварель, чернила)